# Kay Trần
Trần Anh Khoa (sinh ngày 6 tháng 5 năm 1994), thường được biết đến với nghệ danh Kay Trần, là một nam ca sĩ, nhạc sĩ, rapper kiêm vũ công người Việt Nam.
Kay Trần được biết đến lần đầu khi tham gia cuộc thi Ngôi sao Việt 2014, cùng với những cái tên như Soobin Hoàng Sơn, Suni Hạ Linh và Liz Kim Cương. Anh từng nhận được giải Zing Music Awards cho hạng mục Nghệ sĩ Indie/Underground được yêu thích nhất vào năm 2018.

## Tiểu sử & Sự nghiệp
Kay Trần tên thật là Trần Anh Khoa, sinh ngày 6 tháng 5 năm 1994 tại Thành phố Hồ Chí Minh. Vào năm 2014, anh đã lần đầu tiên được biết đến thông qua cuộc thi Ngôi sao Việt cùng Soobin Hoàng Sơn, Suni Hạ Linh và Liz Kim Cương. Sau đó, Kay Trần bắt đầu ở ẩn và coi âm nhạc như công việc để kiếm tiền thay vì đam mê và ca khúc Phía sau em kết hợp cùng BinZ cũng đã được ra mắt trong thời điểm này.
Đến năm 2018, anh đã quay trở lại showbiz Việt thông qua chương trình Nhạc hội song ca mùa 2. Trong năm đó, Kay Trần cũng cho ra mắt nhiều ca khúc như Ý em sao (cùng Lăng LD), Chuyện tình tôi hay Tết đong đầy. Những ca khúc trên đã giúp Kay Trần trở thành Nghệ sĩ Indie/Underground được yêu thích nhất năm 2018, hạng mục nằm trong khuôn khổ của Zing Music Awards 2018. Sau những khen chê cho năm 2018, Kay Trần có năm 2019 im ắng hơn. Anh góp giọng với Han Sara trong MV Đếm cừu.
Vào cuối tháng 7 năm 2020, Kay Trần chính thức được xác nhận trở thành nghệ sĩ đầu tiên hoạt động dưới công ty M-TP Entertainment trừ Sơn Tùng M-TP. Trong quá trình hoạt động ở công ty, anh đã cho ra mắt một ca khúc mang tên Nắm đôi bàn tay. Ca khúc được cho là mang đậm hình ảnh của Sơn Tùng M-TP, không còn màu sắc của Kay Trần.
Ngày 27 tháng 9 năm 2022, Kay Trần xác nhận rời khỏi công ty M-TP Entertainment. Sau đó, vào ngày 16 tháng 11, Kay Trần tiết lộ sẽ phát hành ca khúc đầu tiên sau khi rời khỏi M-TP Entertainment. Ngày 30 tháng 9, anh xác nhận gia nhập vào hãng đĩa Warner Music Vietnam và lần lượt cho ra mắt các sản phẩm nổi bật như "U MÊ EM", "LOVE LIKE THAT" & "TỪNG LỜI ANH CHÔN DẤU. Hiện anh đang thuộc quản lý của 777 Entertainment, một công ty do tự anh thành lập.
Năm 2024, Kay Trần tham gia mùa đầu tiên của Anh trai vượt ngàn chông gai và lọt top 17 anh tài được gia nhập vào "gia tộc toàn năng". Sau cuộc thi, anh cùng với Jun Phạm, BB Trần, S.T Sơn Thạch và Bùi Công Nam lập thành nhóm nhạc B.O.F.   

## Tranh cãi

### Vấn đề bản quyền ca khúc "Tết đong đầy" và "Chuyện tình tôi"
Vào ngày 3 tháng 1 năm 2023, nam nhạc sĩ Khoa Nguyễn đã xác nhận công ty quản lý Kay Trần tố cáo hai ca khúc do anh sáng tác chính là "Tết đong đầy" và "Chuyện tình tôi", Kay Trần chỉ tham gia 8 câu rap mỗi bài. Theo phía Khoa, mâu thuẫn nảy sinh khi anh lấy hai ca khúc đăng lên nền tảng âm nhạc quốc tế, trong khi đó, Kay Trần lại muốn phối lại và đăng trên kênh cá nhân của mình. Khoa thì lại không chịu phối, muốn giữ nguyên bản gốc và dọa nạt kiện anh vì sử dụng "trái phép hình ảnh của nam ca sĩ". Trong khi đó, phía quản lý Kay Trần cho biết từng liên hệ với nam nhạc sĩ để giải quyết vấn đề bản quyền và không có chuyện dọa nạt.

## Âm nhạc
| Năm  | Tên ca khúc                                   | Sáng tác                                                                       | Biểu diễn cùng với | Ghi chú       |
| ---- | --------------------------------------------- | ------------------------------------------------------------------------------ | --- | ------------- |
| 2013 | Thanh niên nghiêm túc                         | Kay Trần, Tronie Ngô                                                           | Tronie Ngô |               |
| 2015 | Tương Tư (That's OK)                          | FB Boiz                                                                        | FB Boiz |               |
| 2015 | Phía sau em                                   | Kay Trần, Binz                                                                 | Binz | [ 20 ]        |
| 2018 | Ý em sao                                      | Lăng LD                                                                        | H.B.Z |               |
| 2018 | Vô ra ra vô                                   | Kay Trần, Koo                                                                  | Koo, Homieboiz |               |
| 2018 | Chuyện tình tôi                               | Nguyễn Khoa                                                                    | Nguyễn Khoa, Kass | [ 20 ]        |
| 2018 | Far Away                                      | Kay Trần, Tronie Ngô                                                           | Tronie Ngô |               |
| 2019 | Tết đong đầy                                  | Nguyễn Khoa                                                                    | Nguyễn Khoa, Duck V |               |
| 2019 | Đếm cừu                                       | Ân Nhi                                                                         | Han Sara | [ 20 ] [ 21 ] |
| 2021 | Nắm đôi bàn tay                               | Sơn Tùng M-TP, Kay Trần                                                        | — | [ 22 ]        |
| 2022 | U mê em                                       | Kay Trần                                                                       | — | [ 15 ]        |
| 2024 | Hỏa ca                                        | It's Charles-Lời rap: Đinh Tiến Đạt, Binz, Neko Lê, Rhymastic                  | 32 nam nghệ sĩ trong chương trình Anh trai vượt ngàn chông gai                                                                                     |               |
| 2024 | Đường vào tim em                              | Phúc Bồ                                                                        | — |               |
| 2024 | Nước hoa                                      | Nguyễn Hoàng Tôn, Melyd K                                                      | Cường Seven, Kiên Ứng, Soobin Hoàng Sơn |               |
| 2024 | Dịu dàng đến từng phút giây - Bước đến bên em | Lương Bằng Quang-Lời rap: Kay Trần, Neko Lê                                    | Phan Đinh Tùng, Đăng Khôi, Neko Lê, Tăng Phúc |               |
| 2024 | Giàu sang                                     | Rhymastic, Lời rap: Kay Trần                                                   | Phan Đinh Tùng, Nguyễn Trần Duy Nhất, Tăng Phúc, Liên Bỉnh Phát, (S)TRONG Trọng Hiếu                                                               |               |
| 2024 | Bao tiền một mớ bình yên                      | 14 Casper, Lời rap: Neko Lê                                                    | Phan Đinh Tùng, Đăng Khôi, Neko Lê, Tăng Phúc |               |
| 2024 | Let me feel your love tonight                 | Rhymastic, Lời rap: Kay Trần                                                   | BB Trần, Liên Bỉnh Phát, S.T Sơn Thạch, Thiên Minh                                                                                                 |               |
| 2024 | Chuyện nhà bé thôi, con đừng về               | Kai Đinh, Lời rap: Bùi Công Nam, Lời mới: Kay Trần                             | Bùi Công Nam |               |
| 2024 | Phai                                          | Microwave, Lời mới: It's Charles                                               | Bằng Kiều, Tự Long, Tuấn Hưng, Phan Đinh Tùng, Trương Thế Vinh, Jun Phạm, BB Trần, S.T Sơn Thạch, Soobin Hoàng Sơn                                 |               |
| 2024 | Rơi                                           | Hồ Hoài Anh, Lời rap-Lời mới: Kay Trần                                         | Trương Thế Vinh, Jun Phạm, BB Trần, S.T Sơn Thạch, (S)TRONG Trọng Hiếu                                                                             |               |
| 2024 | Nét                                           | Soobin Hoàng Sơn, Kay Trần, S.A. Milo & Lời rap: Kay Trần-S.A. Milo            | Tự Long, Tuấn Hưng, Phan Đinh Tùng, Trương Thế Vinh, Cường Seven, Jun Phạm, BB Trần, S.T Sơn Thạch, Kiên Ứng (S)TRONG Trọng Hiếu, Soobin Hoàng Sơn |               |
| 2024 | Superstar                                     | Soobin Hoàng Sơn-Kay Trần-S.A. Milo-It's Charles & Lời rap: Kay Trần-S.A. Milo | Tuấn Hưng, Phan Đinh Tùng, Kiên Ứng, (S)TRONG Trọng Hiếu, Soobin Hoàng Sơn                                                                         |               |

## Chương trình truyền hình
| Năm  | Chương trình                                                             | Vai trò                  | Kênh phát sóng    | Ghi chú       |
| ---- | ------------------------------------------------------------------------ | ------------------------ | ----------------- | ------------- |
| 2014 | Ngôi sao Việt                                                            | Thí sinh                 | VTV3              |               |
| 2016 | Giải mã cặp đôi                                                          | Người chơi               | HTV7              |               |
| 2016 | Siêu bất ngờ 2016                                                        | Khách mời                | HTV7              |               |
| 2018 | Giọng ải giọng ai 3                                                      | Khách mời (tập 8)        | HTV7              |               |
| 2018 | Nhạc hội song ca                                                         | Thí sinh mùa 2           | HTV7              |               |
| 2018 | Nhanh như chớp                                                           | Khách mời (tập 9)        | HTV7              |               |
| 2019 | Đùa như thật                                                             | Khách mời (tập 11)       | HTV7              |               |
| 2019 | Nhanh như chớp nhí                                                       | Khách mời (tập 15 mùa 2) | HTV2              |               |
| 2019 | Giọng ải giọng ai 4                                                      | Khách mời (tập 4)        | HTV7              |               |
| 2019 | Ơn giời cậu đây rồi                                                      | Khách mời (tập 6 mùa 6)  | VTV3              |               |
| 2019 | Sàn đấu ca từ 3                                                          | Khách mời (tập 10)       | HTV7              |               |
| 2019 | Hoa hậu Thế giới Việt Nam - Đêm thi Người đẹp Biển và Người đẹp Tài năng | Ca sĩ khách mời          | YouTube, Facebook |               |
| 2020 | Sóng 20                                                                  | Khách mời                | HTV2              | [ 23 ]        |
| 2020 | Ơn giời cậu đây rồi                                                      | Khách mời (tập 4 mùa 7)  | VTV3              |               |
| 2020 | Kỳ tài thách đấu                                                         | Khách mời (tập 14 mùa 4) | HTV7              |               |
| 2020 | Giọng ải giọng ai 5                                                      | Khách mời (tập 6)        | HTV7              | [ 24 ] [ 25 ] |
| 2022 | Street Dance Việt Nam                                                    | Captain                  | HTV7              | [ 26 ]        |
| 2022 | Hoa hậu Việt Nam                                                         | Trình diễn               | VTV2              |               |
| 2023 | Cuối tuần tuyệt vời                                                      | Người chơi               | VTV3              |               |
| 2024 | Anh trai vượt ngàn chông gai                                             | Người chơi               | VTV3              |               |
| 2024 | Nhanh như chớp                                                           | Người chơi               | HTV7              |               |
| 2025 | Tân binh toàn năng                                                       | Mentor                   | YouTube/VTV3      |               |

## Sự nghiệp điện ảnh
- Ước hẹn mùa thu (2019), vai Long
- Trái tim quái vật (2020), vai thanh niên bị sát hại
- Dưới đáy hồ (2025), vai Trung

## Thành tích & Giải thưởng

### Thành tích
- 87 nghìn người xem công chiếu MV Nắm đôi bàn tay trên YouTube.[27]
- 10 triệu lượt xem sau 3 ngày ra mắt MV Nắm đôi bàn tay trên YouTube.[27]

### Giải thưởng
| Năm  | Giải thưởng       | Hạng mục                                      | Tác phẩm | Kết quả   | Ghi chú |
| ---- | ----------------- | --------------------------------------------- | -------- | --------- | ------- |
| 2018 | Zing Music Awards | Nghệ sĩ Indie/Underground được yêu thích nhất | Nhân vật | Đoạt giải | [ 4 ]   |